# Мезий
Мезий (Maesius) е име на:
- Гай Мезий Пикациан, легат 164/165 г. в Нумидия
- Мезий Фабий Тициан, clarissimus puer от 197 или 198 г.
  - Гай Мезий Аквилий Фабий Тициан (Gaius Maesius Aquillius Fabius Titianus), clarissimus vir и консул
- Гай Мезий Тициан, консул 245 г.
- Квинт Флавий Мезий Егнаций Лолиан Маворций, консул 355 г.